# Тарапацький Михайло Дмитрович
Миха́йло Дми́трович Тарапа́цький (1895 , Кальників, Мостиський повіт, Королівство Галичини та Володимирії, Австро-Угорщина  — невідомо ) — український радянський діяч, селянин, голова селянського комітету, голова колгоспу імені Леніна Мостиського району Дрогобицької області. Депутат Верховної Ради УРСР 1-го скликання (1940–1947).

## Біографія
Народився 1895 року в бідній селянській родині в селі Кальників, тепер Перемишльський повіт, Підкарпатське воєводство, Польща. Закінчив 5 класів сільської школи. З 1907 по 1910 рік наймитував у заможних селян. У 1910–1914 роках працював на заробітках по фільварках у Німецькій імперії.
У 1914 році мобілізований до австрійського війська, учасник Першої світової війни. У 1918 році потрапив у полон в Італії, перебував у таборах для військовополонених до 1920 року.
З 1920 по 1939 рік працював у власному сільському господарстві, столярував, наймитував у селі Кальників на Мостищині.
З кінця вересня 1939 року — голова Кальниківського селянського комітету, голова Кальниківської сільської ради Мостиського району Дрогобицької області.
У жовтні 1939 року був обраний депутатом Народних Зборів Західної України.
24 березня 1940 року обраний депутатом Верховної Ради УРСР 1-го скликання по Мостиському виборчому округу № 327 Дрогобицької області.
З 1940 по червень 1941 року — голова колгоспу імені Леніна села Кальників Мостиського району Дрогобицької області.
Під час німецько-радянської війни перебував у евакуації в місті Харкові, а потім у Чкаловській області. З 1941 по 1943 рік працював у колгоспі імені Шевченка Саловської сільради Бугурусланського району Чкаловської області. У 1943 році відкликаний у розпорядження Дрогобицького обласного комітету КП(б)У.
З 1944 року — заступник голови виконавчого комітету Мостиської районної ради депутатів трудящих Дрогобицької області. Навчався на курсах із підготовки радянського активу в місті Харкові.